# یونیون اوماها
یونیون اوماها (انگلیسی: Union Omaha) یک تیم فوتبال حرفه‌ای آمریکایی مستقر در اوماها، نبراسکا است. در سال ۲۰۲۰، این تیم اولین بازی خود را در لیگ یک یو‌اس‌ال انجام داد.